# Gerbrand van den Eeckhout

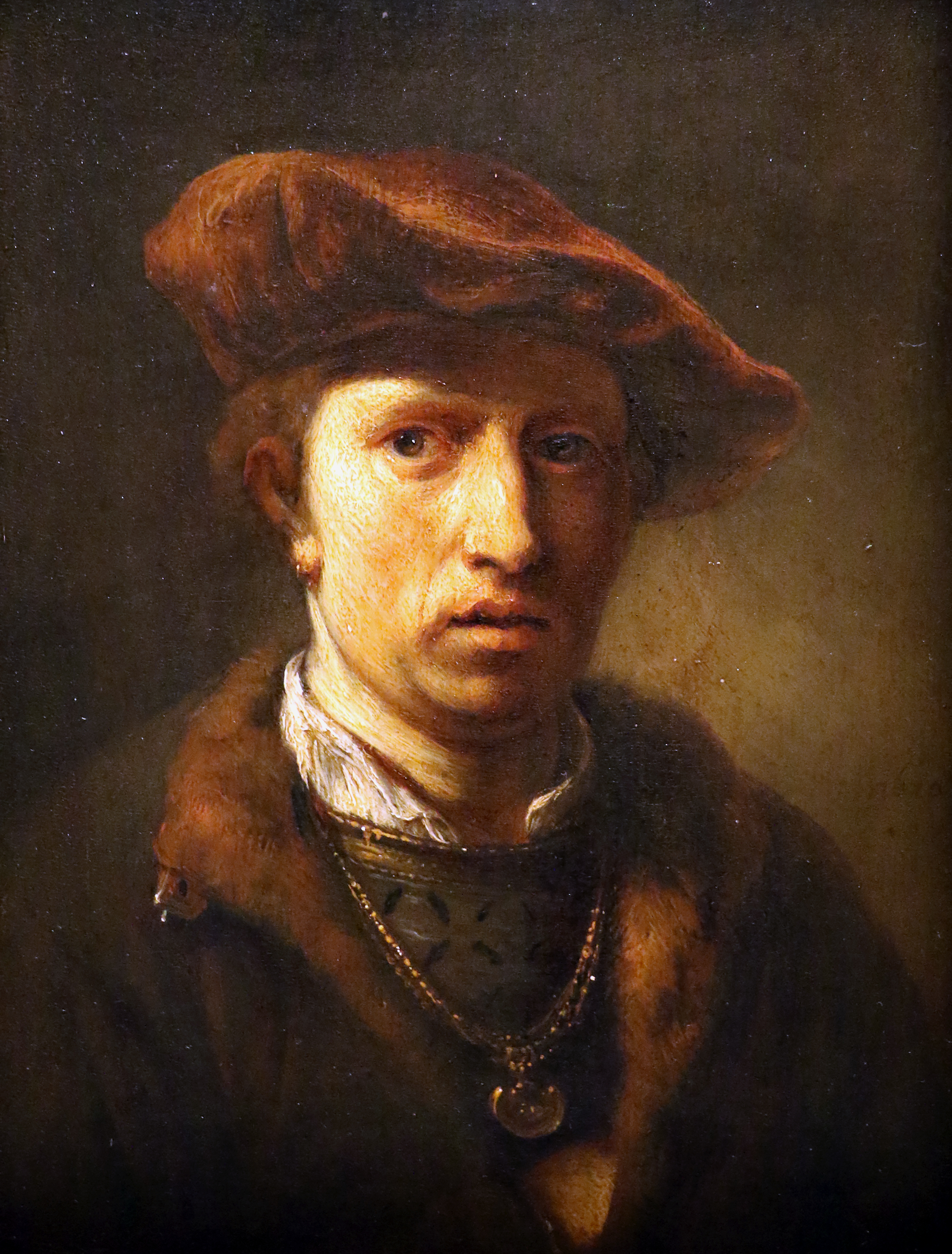
Autoritratto (1659), Accademia Carrara, Bergamo

Gerbrand van den Eeckhout (Amsterdam, 19 agosto 1621 – Amsterdam, 29 settembre 1674) è stato un pittore olandese.

## Biografia
Figlio di un orafo, tra la fine degli anni 1630 e l'inizio dei '40 fu allievo di Rembrandt, col quale rimase in contatto a lungo, anche successivamente. Attivo prevalentemente ad Amsterdam, il suo stile si contraddistingue per la versatilità, spaziando dai ritratti alle scene storiche e di genere, e dimostrando una molteplicità di influenze. Per l'uso particolare dei contrasti tra luci ed ombre il suo modello fondamentale fu comunque Rembrandt. Un certo pathos espressivo riflette un interesse verso il barocco internazionale.